# Контрруление
Контрруление — высокоэффективный приём управления двухколёсным (одноколейным) транспортом, заключающийся в том, что для инициирования поворота в каком-либо направлении необходим кратковременный поворот руля в противоположном направлении («рулить налево, чтобы повернуть направо»). Кратковременный поворот руля инициирует наклон транспортного средства в сторону, противоположную повороту руля, что позволяет скомпенсировать действие центробежных сил и осуществить поворот.
Само название состоит из двух частей «контр» и «руление», то есть «руление наоборот», противоруление.
Основная цель контрруления — быстрое (доли секунды) достижение нужного угла наклона мотоцикла или другого двухколёсного (одноколейного) транспортного средства перед изменением траектории на желаемую, например, перед поворотом или для восстановления прямолинейного движения после него.

## Описание и принцип действия

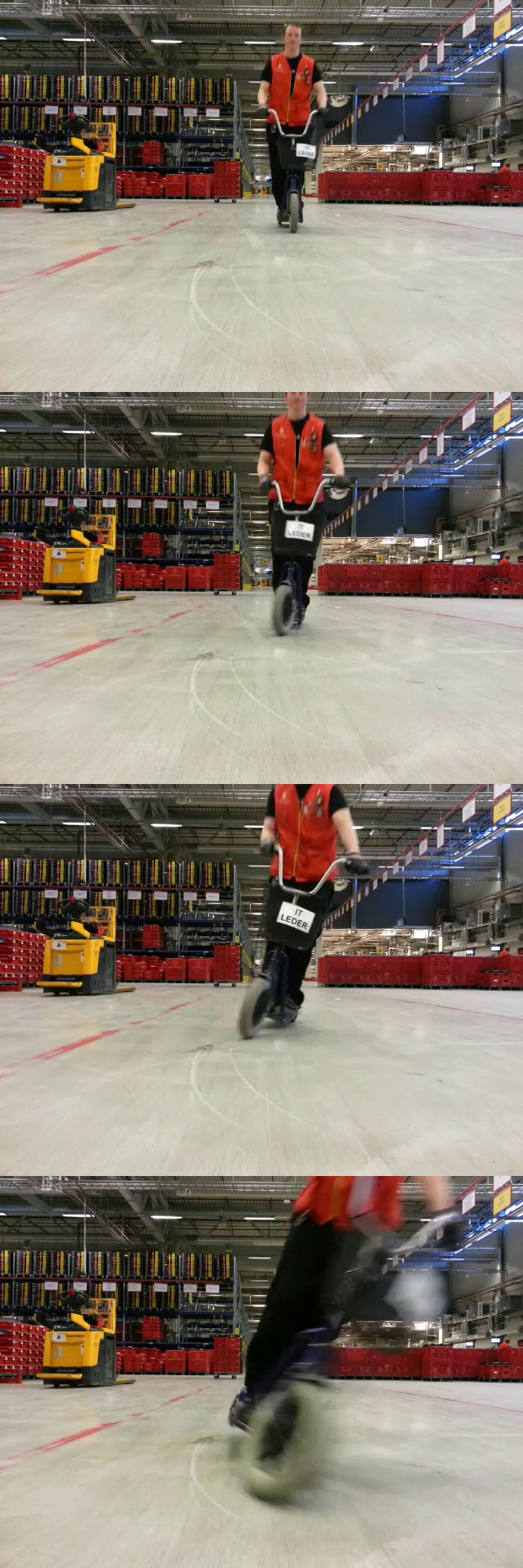
Различные фазы процесса контрруления. На картинке руль сначала поворачивается слегка направо для того, чтобы повернуть налево.

Пример контрруления на моноколесе

Контрруление состоит из нескольких фаз:
В первой фазе, при движении по прямой, в точке вхождения в поворот выполняется кратковременное, плавное движение рулём мотоцикла в сторону, противоположную предстоящему повороту, что даёт увод следа мотоцикла в сторону от стабильной точки опоры системы «гонщик-мотоцикл». За счёт силы притяжения это создаёт опрокидывающий момент в сторону поворота, мотоцикл начинает «падать» в поворот.
Во второй фазе руль обратным движением приводится в постоянное для намеченной траектории положение, так, чтобы обеспечить компенсацию только что образовавшегося момента силы тяжести центробежной силой, сформировавшейся из-за движения теперь уже по концентрической траектории.
В точке выхода из поворота для восстановления вертикального положения тем же методом — контрруление осуществляется в обратную сторону.
Для прохождения поворота по той же траектории на большей скорости требуется больший угол наклона транспортного средства, поэтому и смещение колеса при контррулении должно быть или более длительным, или иметь большую амплитуду.
Данный приём работает на любых скоростях и по сути является единственным способом изменения траектории движения двухколёсного транспортного средства прямым воздействием на руль.
Изложенное выше также справедливо для одноколесного транспорта - одноколесного велосипеда или электроуницикла (моноколеса). Отличие заключается в том, что поворот колеса осуществляется не с помощью руля, а "скручиванием" - разворотом верхней части тела (плеч) в сторону выбранного направления. При этом нижняя часть тела вместе с колесом делают кратковременный разворот в противоположенном направлении.

## Наглядные примеры работы контрруления
Если посмотреть на следы от велосипеда на песке при езде по прямой на низкой скорости, то можно заметить, что след переднего колеса постоянно пересекает траекторию движения заднего колеса, то в одну, то в другую сторону. Чем меньше была скорость движения, тем следы переднего колеса становится более крутыми, движения руля более частыми. Большие и резкие махи руля на низкой скорости обусловлены необходимостью сместить переднее колесо на определённое расстояние в сторону за то же время. При росте скорости для такого смещения требуются гораздо меньшие, незаметные махи.
В этом примере первичное отклонение от вертикального положения возникает непроизвольно из-за несовершенства чувства равновесия человека и неровностей дороги. Однако потом начавшееся падение компенсируется контррулением до восстановления вертикального положения и прямолинейной траектории.
Таким образом, первичное обучение езде на велосипеде сводится к выработке рефлекса контрруления при минимальном наклоне транспортного средства.
В одной из статей была показана стабильная модель двухколесного велосипеда без гироскопического эффекта и эффекта кастера .
В Видео на YouTube от MIT на 2:40 показано контрруление на примере езды на уницикле (одноколесном велосипеде).

## Эффекты, влияющие на эффективность контрруления
При изменении положения руля меняется ориентация вращающегося переднего колеса (гироскопа), что приводит к возникновению гироскопической прецессии. Этот эффект выражается в сопротивлении руля изменению положения и усиливается по мере роста скорости. Однако, приложенные к рулю усилия, направляющие колесо наружу поворота (первая фаза контрруления), за счёт гироскопической прецессии трансформируются в момент силы, наклоняющей мотоцикл в сторону поворота.
Эффективность этой силы изменения траектории невелика по сравнению с опрокидывающей силой притяжения, постоянной при любой скорости, поэтому данное явление мешает эффективно выполнять контрруление на высоких скоростях.

## Тренировка
Отрабатывать начальные навыки контрруления желательно на широких площадках, обеспечивающих широкий выбор возможной траектории прохождения поворота. Это нужно, чтобы выработать «чувство поворота» — соответствие между амплитудой/силой толчка внутренней по отношению к повороту рукоятки руля и скоростью наклона, а также между глубиной наклона и радиусом поворота. В двух словах: сильнее толчок — глубже наклон и круче поворот (при этом важно понимать, что максимально возможная крутизна поворота ограничивается только коэффициентом сцепления колёс с дорогой и страхом гонщика).